# Эчарте, Рикардо
Рикардо Эчарте (исп. Ricardo Echarte San Martin; род. 4 октября 1974, Памплона) — испанский самбист и дзюдоист, чемпион (1996, 2000, 2003), серебряный (1999) и бронзовый (1997, 1998, 2001, 2006, 2010) призёр чемпионатов Испании по дзюдо, серебряный (2008) и бронзовый (1996) призёр чемпионатов Европы по самбо, бронзовый призёр чемпионата мира по самбо 2008 года, серебряный (2000) и бронзовый (2004) призёр чемпионатов Европы по дзюдо, участник летних Олимпийских игр 2000 и 2004 годов. По дзюдо выступал в полусредней (до 78-81 кг) и средней (до 90 кг) весовых категориях.
На Олимпиаде 2000 года в Сиднее Эчарте выступал в категории до 81 кг. Он в первой же схватке уступил аргентинцу Гастону Гарсия и выбыл из борьбы за медали. На следующей Олимпиаде в Афинах в той же весовой категории в первой же схватке испанец проиграл иранцу Резе Чахандагу и снова остался без олимпийской награды.

## Чемпионаты Испании
- Чемпионат Испании по дзюдо 1996 — ;
- Чемпионат Испании по дзюдо 1997 — ;
- Чемпионат Испании по дзюдо 1998 — ;
- Чемпионат Испании по дзюдо 1999 — ;
- Чемпионат Испании по дзюдо 2000 — ;
- Чемпионат Испании по дзюдо 2001 — ;
- Чемпионат Испании по дзюдо 2003 — ;
- Чемпионат Испании по дзюдо 2006 — ;
- Чемпионат Испании по дзюдо 2010 — ;